# Carolus Clusius
Charles de l'Écluse, meglio noto col nome latino Carolus Clusius (Arras, 19 febbraio 1526 – Leida, 4 aprile 1609), è stato un botanico e docente francese naturalizzato olandese.

## Biografia
Studiò medicina a Montpellier, ma non praticò mai la professione di medico. Nel 1573 fu chiamato a Vienna dall'imperatore Massimiliano II per dirigere il giardino medicale imperiale. Dopo tre anni, con l'avvento al trono di Rodolfo II, ne venne però allontanato.
Dopo un periodo in cui risiedette a Francoforte sul Meno, nel 1593 venne nominato professore di botanica all'Università di Leida. In tale città creò l'Orto botanico di Leida, uno dei primi d'Europa.
Nella storia del giardinaggio è conosciuto per molti importanti studi, ma soprattutto per essere stato il primo ad osservare e studiare il fenomeno della "rottura" dei tulipani, che dà origine a molte diverse varietà, la cui causa è stata individuata alla fine del XIX secolo in un virus. Clusius fu l'iniziatore della coltivazione scientifica dei tulipani in Olanda.
Molte specie botaniche prendono il suo nome, tra cui Gentiana clusii, Potentilla clusiana, Rubus clusii, Paeonia clusii, Achillea clusiana, Doronicum clusii, Tulipa clusiana.
L'asteroide 9364 Clusius, scoperto nel 1992, prende il suo nome.

## Opere
Carolus Clusius scrisse numerose opere, tra cui:
- Histoire des Plantes — traduzione in francese dell'Herbal di Rembert Dodoens, Anversa 1557
- Antidotarium sive de exacta componendorum miscendorumque medicamentorum ratione, Anversa 1561
- Rariorum aliquot stirpium per Hispanias observatarum historia (1576) —  uno dei primi trattati sulla flora spagnola
- Pannonias observatorum Historiae (1583) — il primo trattato sulla flora alpina austriaca e ungherese
- Rariorum plantarum historia (1601) — raccolta delle sue opere maggiori, con studi micologici pionieristici
- Exoticorum libri decem (1605) — importante rassegna di specie botaniche e zoologiche esotiche

Collaborò con Abraham Ortelius nella stesura di una mappa della Spagna.